# 除去
| ウィキペディアには「除去」という見出しの百科事典記事はありません（タイトルに「除去」を含むページの一覧/「除去」で始まるページの一覧）。 代わりにウィクショナリーのページ「除去」が役に立つかもしれません。 |